# Eremiaphila tuberculifera
Eremiaphila tuberculifera är en bönsyrseart som beskrevs av Lucien Chopard 1941. Eremiaphila tuberculifera ingår i släktet Eremiaphila och familjen Eremiaphilidae. Inga underarter finns listade i Catalogue of Life.